# Dictyococcus
Dictyococcus, rod zelenih algi smješten u vlastitu porodicu Dictyococcaceae, dio reda Sphaeropleales. Postoje tri vrste, nijedna nije morska.

## Vrste
1. Dictyococcus bradypodis (J.Kühn) D.E.Wujek & P.Timpano, terestrijalna
2. Dictyococcus mucosus Korshikov, slatkovodna
3. Dictyococcus varians Gerneck, tipična; terestrijalna